# Hana no Tō
Hana no Tō (花の塔, übersetzt etwa „Blumenturm“) ist ein Lied der japanischen Singer-Songwriterin Sayuri, das am 3. Juli 2022 über Ariola Japan als Musikdownload und im Musikstreaming veröffentlicht wurde.
Es ist eine von fünf Single-Auskopplungen zu ihrem zweiten Studioalbum Sanketsu Shōjo, welches einen Monat später erschien. Das Stück diente als musikalische Untermalung für die Abspannsequenz der Anime-Fernsehserie Lycoris Recoil. Hana no Tō erhielt Auszeichnungen und Nominierungen bei den Anime Song Awards und den Anime Trending Awards. Von der Recording Industry Association of Japan wurde das Lied zwischenzeitlich mit zwei Goldenen Schallplatten bedacht.

## Hintergrund und Veröffentlichung
Am 12. Juni 2022 wurde angekündigt, dass Sayuri mit der Interpretation des musikalischen Abspanns der Anime-Produktion Lycoris Recoil betraut wurde. Die Animeserie startete am 2. Juli 2022 im japanischen Fernsehen. Das Lied, welches den Namen Hana no Tō (花の塔) trägt, wurde einen Tag nach der Ausstrahlung der Pilotfolge auf digitaler Ebene veröffentlicht und fungiert als eine Single-Auskopplung ihres zweiten Studioalbums Sanketsu Shōjo, welches am 10. August in Japan herausgegeben wurde.

## Komposition und Inhalt
Geschrieben und komponiert wurde das Lied von Sayuri selbst. Der Haupton des Liedes ist A-Dur mit der Taktart 4⁄4 und einem Tempo von 170 BpM.
Sayuri sagte, dass das Lied lyrisch die Licht- und Schattenseiten, die Freude und Traurigkeit von Begegnungen verarbeite.

## Erfolg
Da das Lied lediglich auf digitaler Ebene als Musikdownload und im Musikstreaming veröffentlicht wurde, ist dieses in den offiziellen japanischen Singlecharts von Oricon nicht chartberechtigt. Stattdessen positionierte sich Hana no Tō auf Platz fünf der Digital-Singlecharts, die ebenfalls von Oricon erhoben werden, und verblieb insgesamt 49 Wochen lang in diesen Charts. In den von Billboard Japan ermittelten Hot-100-Singlecharts erreichte das Lied mit Platz 52 seine höchste Positionierung und konnte sich acht Wochen lang in den Charts behaupten.
Die Recording Industry Association of Japan (RIAJ) zeichnete Hana no Tō zunächst mit einer Goldenen Schallplatte für 100.000 zertifizierte digitale Verkäufe aus. Zwischenzeitlich erhielt das Werk von der RIAJ Gold im Musikstreaming-Segment für 50 Millionen zertifizierte On-Demand-Streams in Japan.

### Auszeichnungen für Musikverkäufe
| Land/Region  | Auszeichnungen für Musikverkäufe (Land/Region, Auszeichnung, Verkäufe) | Verkäufe |
| ------------ | ---------------------------------------------------------------------- | -------- |
| Japan (RIAJ) | Gold                                                                   | 100.000  |
| Insgesamt    | 1× Gold ·                                                              | 100.000  |

| Land/Region  | Auszeichnungen für Musikverkäufe (Land/Region, Auszeichnung, Verkäufe) | Verkäufe   |
| ------------ | ---------------------------------------------------------------------- | ---------- |
| Japan (RIAJ) | Gold                                                                   | 50.000.000 |
| Insgesamt    | 1× Gold ·                                                              | 50.000.000 |

### Auszeichnungen und Nominierungen
Hana no Tō erhielt bei den neunten Anime Trending Awards eine Nominierung in der Kategorie Ending Theme Song of the Year und wurde von den Seitenbesuchern auf Platz sechs gewählt. Bei den Anime Song Awards (アニソン大賞 Anison Taishō) gewann das Stück den Grand Prix und erhielt zudem den Publikumspreis.